# Festival Eurovisão da Canção 1979
O Festival Eurovisão da Canção 1979  (em inglês: Eurovision Song Contest 1979, em francês: Concours Eurovision de la chanson 1979 e em hebraico: אירוויזיון 1979)  foi o 24º Festival Eurovisão da Canção, que se realizou em 31 de março de 1979 em Jerusalém, a última vez que o certame se realizou em março. Os apresentadores foram Daniel Pe'er e Yardena Arazi. Representando Israel, Gali Atari e Milk and Honey foram os vencedores desse ano ao cantarem o tema "Hallelujah". 
A apresentação do festival deste ano foi original, pois os países foram apresentados com um sketch mostrando as características de cada país. Portugal por exemplo surgiu com barcos com pescadores, e claro o célebre vinho do Porto, não podia faltar. 
A Turquia, por razões políticas desistiu de participar, outros países muçulmanos pressionaram a Turquia para não participar, pois o festival realizava-se em Israel. O tema que seria o 11º a subir ao palco, intitulava-se "Seviyorum" e era interpretada por Maria Rita Epik & 21.Peron.

## Local

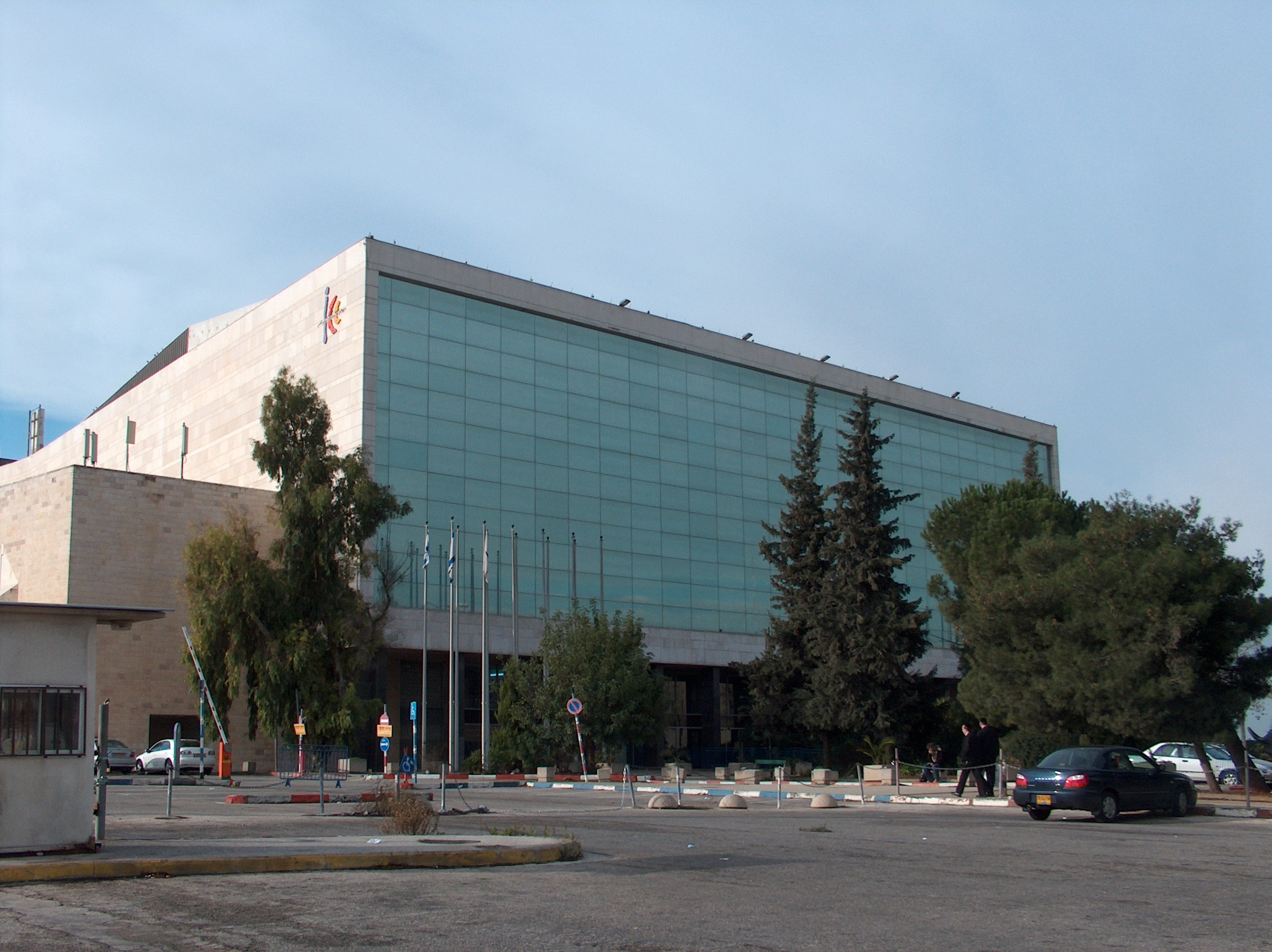
O Centro Internacional de Convenções, em Jerusalém, em Israel.

O Festival Eurovisão da Canção 1979 ocorreu em Jerusalém, em Israel. Jerusalém (em hebraico:  ירושלים, Yerushaláyim; em árabe: القدس, al-Quds; em grego:  Ιεροσόλυμα, Ierossólyma), localizada em um planalto nas montanhas da Judeia entre o Mediterrâneo e o mar Morto, é uma das cidades mais antigas do mundo. É considerada sagrada pelas três principais religiões abraâmicas — judaísmo, cristianismo e islamismo. Israelenses e palestinos reivindicam a cidade como sua capital, mas Israel mantém suas principais instituições governamentais em Jerusalém, enquanto o Estado da Palestina, em última instância, apenas a prevê como a sua futura sede política; nenhuma das reivindicações, no entanto, é amplamente reconhecida pela comunidade internacional.
O festival em si realizou-se no Centro Internacional de Convenções, uma sala de concerto e centro de convenções, que é o maior do Médio Oriente.

## Formato
Israel, tendo vencido a edição de 1978, assumiu a organização da edição de 1979. Esta foi a primeira vez que a competição foi realizada geograficamente fora do continente europeu e também foi a última vez que a final aconteceu em março. Outra grande novidade é que esta foi a primeira produção de televisão a cores a ser produzida e exibida no país.
Grupos religiosos ortodoxos repetidamente protestaram contra a organização do concurso, pois o contrato assinado entre a IBA e a EBU determinava a realização do certame em um sábado, que é o dia dia do Shabat, dia de descanso consagrado na religião judaica. Fora isto, o contexto internacional não ajudava e eram recorrente as ameaças da Organização para a Libertação da Palestina, que se seguiram à assinatura do Tratado de paz israelo-egípcio, resultaram num fortalecimento drástico das medidas de segurança.
Por ser um país muçulmano, a Turquia recebeu muita pressão dos países integrantes da Liga Árabe para não enviar sua delegação para um evento que estava sendo em Israel. A pressão deu resultado e faltando algumas semanas para o começo dos ensaios a participação turca foi cancelada. A música que se chama "Seviyorum" e é interpretada por Maria Rita Epik & 21.Peron,havia sido sorteada para se apresentar na posição de número 11.A desistência do país consequentemente reduziu o número de países participantes de 20 para 19. 
As novas tecnologias presentes a época, se fizeram presentes em dois momentos, até então inéditos na história do concurso. O primeiro foi quando tanto IBA e EBU decidiram fazer a sua transmissão por via satélite, algo extremamente avançado a época (ressaltando que este foi o primeiro concurso a usar essa tecnologia) e o segundo foi quando o grupo italiano Matia Bazar foi o primeiro ato que abriu mão da orquestra e optou por usar uma base musical pré-gravada para se apresentar (algo que se tornaria recorrente a partir dali). e 

## Visual
O vídeo introdutório mostrou pontos turísticos de Jerusalém, seguidos por cenas da vida espiritual e religiosa das comunidades judaica, muçulmana e cristã da cidade.Ele se concluiu com imagens de diversos rostos dos habitantes da cidade.
A orquestra, dirigida pelo experiente maestro Izhak Graziani, estava localizada num fosso localizado ao pé do palco que teve decorações  desenhadas por Dov Ben David. Este último tinha a forma de uma meia esfera aberta. O espaço dentro da meia esfera foi ocupado por uma gigantesca escultura móvel colocada num pódio de quatro degraus. Esta escultura era composta por três círculos concêntricos e duas bases circulares, feitas de metal cromado e que reproduziam o logotipo da emissora e desta edição. Finalmente, dois grupos de três contrafortes foram localizados em ambos os lados da parede do hemisfério. O fundo tomou cinco tons diferentes, dependendo da atuação: azul, amarelo, laranja, rosa e vermelho. O espaço dos apresentadores, decorado com plantas, ficava à esquerda do palco; enquanto que à direita estavam localizadas a mesa do escrutinador geral, do supervisor do evento e o placar que neste ano estava em uma escala menor do que o dos anos anteriores.
Os apresentadores foram Daniel Pe'er e cantora Yardena Arazi., que falaram aos espectadores em hebraico, inglês e francês.
Os cartões postais mostraram os países apresentados com um sketch sobre os clichês de cada país. Portugal, por exemplo surgiu com barcos com pescadores, e o célebre vinho do Porto. 
O intervalo foi ocupado por um número de dança ,que foi produzido e executado por um grupo cultural especialmente formato para o evento que ganhou o nome de Shalom '79, e que teve a responsabilidade de apresentar um medley de 5 músicas tradicionais da cultura judaica,acompanhados por um grupo de dança.Em mais uma quebra de tradições vigentes,esta foi a primeira vez na história do festival em que o país organizador decidiu apresentar a sua cultura no ato de intervalo da grande final. Propositalmente,foi escolhida para terminar o ato, a tradicional Hevenu Shalom Alekhem ( ייבנו שלום עליכם ) e acompanhados pelo espírito acolhedor desta música, pela primeira vez desde a edição de 1961 todos os envolvidos no evento retornaram ao palco.

## Votação
Cada país tinha um júri composto por 11 elementos, que atribuiu 12, 10, 8, 7, 6, 5, 4, 3, 2, 1 pontos às dez canções mais votadas.
O supervisor executivo da EBU foi Frank Naef.
Ao contrário dos anos anteriores,a votação deste ano foi marcada pela tensão e pela emoção,já que ao contrário dos anos anteriores,o vencedor não era claro até o último jurado. Nas três primeiras rodadas,foram registradas a liderança de três países diferentes (França,Israel e Reino Unido) e parecia que a vitória fosse se encaminhar novamente para o Reino Unido.Mas, Israel conseguiu disparar em um certo momento e parecia ter a sua segunda vitória consecutiva consolidada. No entanto, esta vitória começou a ficar ameaçada após a divulgação dos resultados do sétimo júri nacional (Grécia) em que o país começou a receber uma sequência de notas extremamente baixas, enquanto que a Espanha que discretamente se posicionava em nono lugar e começava a receber uma sequência de notas altas vindas majoritariamente da Grécia,do Benelux,da Europa Central e de alguns países da Escandinávia e progressivamente foi subindo de forma vertiginosa para os primeiros lugares, assumindo a liderança no décimo primeiro júri (França),chegando em alguns momentos a liderar com folga,dando sinais de que a terceira vitória espanhola no certame seria evidente.
No décimo quarto júri (Países Baixos),Israel perdeu o segundo lugar para a França e ambos países ficaram nestas posições nos dois juris seguintes (Suécia e Noruega).Em uma reviravolta do destino, ao chegar ao décimo quinto jurado (Suécia),Israel começou uma incrível sequência de 3 notas 12 (além de Suécia e Noruega,houve o Reino Unido),enquanto seus rivais mais próximos (França e Espanha) ganharavam notas muito baixas. E ao chegar ao final desta sequência, Israel havia retomado a liderança, mas novamente com um ponto de diferença em relação a Espanha. No penúltimo júri (Áustria),a situação ainda se acirraria mais, pois a situação se inverteria novamente com a Espanha novamente liderando por apenas um ponto. Com um clima extremamente tenso e para azar dos espanhóis, eles seriam o último júri a votar e caso Israel recebesse uma pontuação superior a um ponto, o país ganharia o certame pela segunda vez e de forma seguida,conseguindo terceiro "back-to-back" (quando alguém ganha algum evento por dois anos consecutivos) da história (o primeiro havia sido a própria Espanha em 1968 e em 1969 e o segundo havia sido o Luxemburgo em 1972 e em 1973).O ar de mistério e de incerteza tomou conta do Centro Internacional de Convenções de Jerusalém pelos próximos minutos. A situação estava tão imprevisível que durante a divulgação dos resultados deste júri ,a apresentadora Yardena Arazi se confundiu de tal forma que anunciou que Portugal havia ganhado os 10 pontos do júri espanhol e erroneamente eles foram adicionados no placar, motivando a revisão e a correção dos resultados em seguida (Ao invés dos 10 pontos, o júri espanhol tinha-lhe dado os 6 pontos, reduzido a sua pontuação para 64,mas deixando a nona posição intocada). Assim, o silêncio permaneceu no local até que o nome Israel foi lido pelo porta-voz espanhol e em seguida "10 points". Naquele exato momento,Israel havia ganho o Festival Eurovisão da Canção pela segunda vez e desta vez em seu próprio solo, o que dava a condição da Eurovisão permanecer por mais um ano no país, o que acabou não acontecendo.Alguns dias mais tarde, surgiram rumores junto a imprensa espanhola de que a votação do júri espanhol foi realizada de forma estratégica para que Betty Missiego não ganhasse, já que a TVE havia divulgado que se em caso de uma eventual vitória espanhola ,a emissora não teria condições financeiras para organizar a próxima edição.
Os pontos foram repetidos em inglês, francês e hebraico.
Durante a votação, a câmera fez vários close-ups dos artistas. Em particular, Gali Atari e Milk and Honey, Betty Missiego e Anne-Marie David apareceram.

## Participações

Países participantes

| País          | Título original da Canção       | Artista                               | Processo                                                     | Data da Selecção        |
| País          | Tradução em Português           | Idiomas de Interpretação              | Processo                                                     | Data da Selecção        |
| ------------- | ------------------------------- | ------------------------------------- | ------------------------------------------------------------ | ----------------------- |
| Alemanha      | "Dschinghis Khan"               | Dschinghis Khan                       | Ein lied für Jerusalem 1979                                  | 17 de março de 1979     |
| Alemanha      | Gengis-Khan                     | Alemão                                | Ein lied für Jerusalem 1979                                  | 17 de março de 1979     |
| Áustria       | "Heute in Jerusalem"            | Christina Simon                       | Seleção Interna                                              | -                       |
| Áustria       | Hoje em Jerusalém               | Alemão                                | Seleção Interna                                              | -                       |
| Bélgica       | "Hey Nana"                      | Micha Marah                           | Eurosong 1979                                                | 3 de março de 1979      |
| Bélgica       | Hey Nana                        | Holandês                              | Eurosong 1979                                                | 3 de março de 1979      |
| Dinamarca     | "Disco Tango"                   | Tommy Seebach                         | Dansk Melodi Grand-Prix 1979                                 | 3 de fevereiro de 1979  |
| Dinamarca     | Disco Tango                     | Dinamarquês                           | Dansk Melodi Grand-Prix 1979                                 | 3 de fevereiro de 1979  |
| Espanha       | "Su canción"                    | Betty Missiego                        | Seleção Interna                                              | -                       |
| Espanha       | A sua canção                    | Castelhano                            | Seleção Interna                                              | -                       |
| Finlândia     | "Katson sineen taivaan"         | Katri Helena                          | Euroviisut 1979                                              | 10 de fevereiro de 1979 |
| Finlândia     | Vejo o céu azul                 | Finlandês                             | Euroviisut 1979                                              | 10 de fevereiro de 1979 |
| França        | "Je suis l'enfant soleil"       | Anne-Marie David                      | Concours de la Chanson Française pour l'Eurovision 1979      | -                       |
| França        | Eu sou a criança-sol            | Francês                               | Concours de la Chanson Française pour l'Eurovision 1979      | -                       |
| Grécia        | "Sokrati" (Σωκράτη)             | Elpida                                | Ellinikoú Telikoú tis Diagonismós Tragoudioú Eurovision 1979 | 5 de fevereiro de 1979  |
| Grécia        | Sócrates                        | Grego                                 | Ellinikoú Telikoú tis Diagonismós Tragoudioú Eurovision 1979 | 5 de fevereiro de 1979  |
| Irlanda       | "Happy Man"                     | Cathal Dunne                          | Irish Final 1979                                             | 4 de fevereiro de 1979  |
| Irlanda       | Homem feliz                     | Inglês                                | Irish Final 1979                                             | 4 de fevereiro de 1979  |
| Israel        | "Hallelujah" (הללויה)           | Gali Atari e Milk and Honey           | Festival Ha'zemer Ve Ha'pizmon 1979                          | 27 de janeiro de 1979   |
| Israel        | Aleluia                         | Hebreu                                | Festival Ha'zemer Ve Ha'pizmon 1979                          | 27 de janeiro de 1979   |
| Itália        | "Raggio di luna"                | Matia Bazar                           | Seleção interna                                              | -                       |
| Itália        | Raio de lua                     | Italiano                              | Seleção interna                                              | -                       |
| Luxemburgo    | "J'ai déjà vu ça dans tes yeux" | Jeane Manson                          | Seleção interna                                              | -                       |
| Luxemburgo    | Eu já vi aquilo nos teus olhos  | Francês                               | Seleção interna                                              | -                       |
| Mónaco        | "Notre vie c'est la musique"    | Laurent Vaguener                      | Seleção interna                                              | -                       |
| Mónaco        | A nossa vida é a música         | Francês                               | Seleção interna                                              | -                       |
| Noruega       | "Oliver"                        | Anita Skorgan                         | Melodi Grand Prix 1979                                       | 10 de fevereiro de 1979 |
| Noruega       | Oliver                          | Norueguês                             | Melodi Grand Prix 1979                                       | 10 de fevereiro de 1979 |
| Países Baixos | "Colorado"                      | Xandra                                | Nationaal Songfestival 1979                                  | 7 de fevereiro de 1979  |
| Países Baixos | Colorado                        | Holandês                              | Nationaal Songfestival 1979                                  | 7 de fevereiro de 1979  |
| Portugal      | "Sobe, sobe, balão sobe"        | Manuela Bravo                         | Festival RTP da Canção 1979                                  | 23 de fevereiro de 1979 |
| Portugal      | Sobe, sobe, balão sobe          | Português                             | Festival RTP da Canção 1979                                  | 23 de fevereiro de 1979 |
| Reino Unido   | "Mary Ann"                      | Black Lace                            | A song for Europe 1979                                       | 8 de março de 1979      |
| Reino Unido   | Maria Ana                       | Inglês                                | A song for Europe 1979                                       | 8 de março de 1979      |
| Suécia        | "Satellit"                      | Ted Gärdestad                         | Melodifestivalen 1979                                        | 17 de fevereiro de 1979 |
| Suécia        | Satélite                        | Sueco                                 | Melodifestivalen 1979                                        | 17 de fevereiro de 1979 |
| Suíça         | "Trödler und Co"                | Peter, Sue, Marc, Pfuri Gorps & Kniri | Schweizer Vorentscheid 1979                                  | 27 de janeiro de 1979   |
| Suíça         | Folgazão e Cia                  | Alemão                                | Schweizer Vorentscheid 1979                                  | 27 de janeiro de 1979   |
| Turquia       | "Seviyorum"                     | Maria Rita Epik & 21. Peron           | Eurovision Şarkı Yarışması Türkiye Finali 1979               | 24 de fevereiro de 1978 |
| Turquia       | Estou a amar                    | Turco                                 | Eurovision Şarkı Yarışması Türkiye Finali 1979               | 24 de fevereiro de 1978 |

## Festival
| #   | País          | Idioma      | Artista                               | Canção                          | Lugar | Pontuação |
| --- | ------------- | ----------- | ------------------------------------- | ------------------------------- | ----- | --------- |
| 1º  | Portugal      | Português   | Manuela Bravo                         | "Sobe, sobe, balão sobe"        | 9º    | 64        |
| 2º  | Itália        | Italiano    | Matia Bazar                           | "Raggio di luna"                | 15º   | 27        |
| 3º  | Dinamarca     | Dinamarquês | Tommy Seebach                         | "Disco Tango"                   | 6º    | 76        |
| 4º  | Irlanda       | Inglês      | Cathal Dunne                          | "Happy Man"                     | 5º    | 80        |
| 5º  | Finlândia     | Finlandês   | Katri Helena                          | "Katson sineen taivaan"         | 14º   | 38        |
| 6º  | Mónaco        | Francês     | Laurent Vaguener                      | "Notre vie c'est la musique"    | 16º   | 12        |
| 7º  | Grécia        | Grego       | Elpida                                | "Sokrati" (Σωκράτη)             | 8º    | 69        |
| 8º  | Suíça         | Alemão      | Peter, Sue, Marc, Pfuri Gorps & Kniri | "Trödler und Co"                | 10º   | 60        |
| 9º  | Alemanha      | Alemão      | Dschinghis Khan                       | "Dschinghis Khan"               | 4º    | 86        |
| 10º | Israel        | Hebraico    | Gali Atari e Milk and Honey           | "Hallelujah" (הללויה)           | 1º    | 125       |
| 11º | França        | Francês     | Anne-Marie David                      | "Je suis l'enfant soleil"       | 3º    | 106       |
| 12º | Bélgica       | Holandês    | Micha Marah                           | "Hey Nana"                      | 18º   | 5         |
| 13º | Luxemburgo    | Francês     | Jeane Manson                          | "J'ai déjà vu ça dans tes yeux" | 13º   | 44        |
| 14º | Países Baixos | Holandês    | Xandra                                | "Colorado"                      | 12º   | 51        |
| 15º | Suécia        | Sueco       | Ted Gärdestad                         | "Satellit"                      | 17º   | 8         |
| 16º | Noruega       | Norueguês   | Anita Skorgan                         | "Oliver"                        | 11º   | 57        |
| 17º | Reino Unido   | Inglês      | Black Lace                            | "Mary Ann"                      | 7º    | 73        |
| 18º | Áustria       | Alemão      | Christina Simon                       | "Heute in Jerusalem"            | 18º   | 5         |
| 19º | Espanha       | Castelhano  | Betty Missiego                        | "Su canción"                    | 2º    | 116       |

### Resultados
A ordem de votação no Festival Eurovisão da Canção 1979, foi a seguinte:

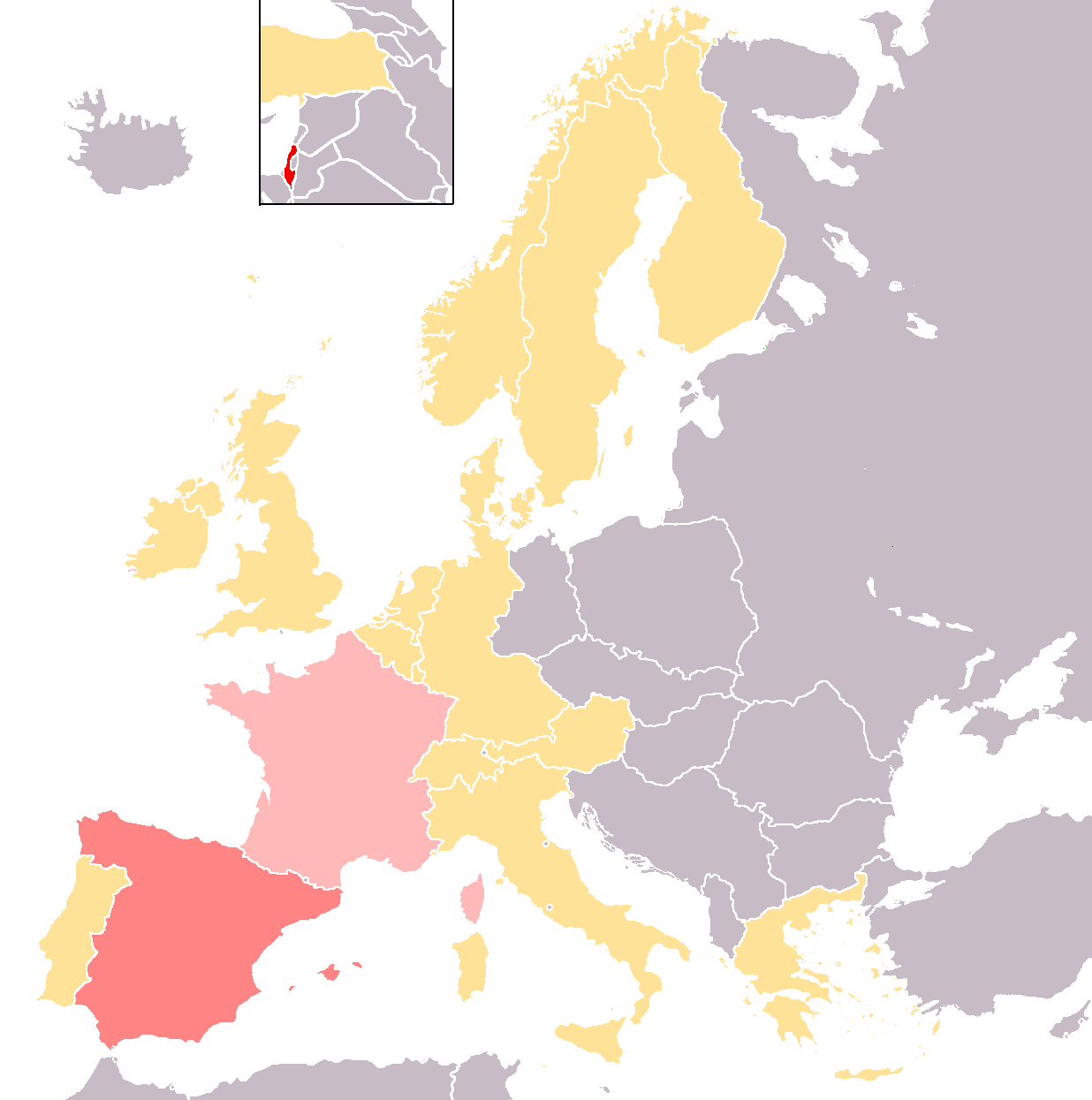
Vencedor
2º classificado
3º classificado

| Países Votantes | Países Pontuados | Países Pontuados | Países Pontuados | Países Pontuados     | Países Pontuados | Países Pontuados | Países Pontuados | Países Pontuados | Países Pontuados | Países Pontuados | Países Pontuados | Países Pontuados | Países Pontuados | Países Pontuados | Países Pontuados | Países Pontuados | Países Pontuados | Países Pontuados | Países Pontuados |
| --------------- | ---------------- | ---------------- | ---------------- | -------------------- | ---------------- | ---------------- | ---------------- | ---------------- | ---------------- | ---------------- | ---------------- | ---------------- | ---------------- | ---------------- | ---------------- | ---------------- | ---------------- | ---------------- | ---------------- |
| Países Votantes | Portugal         | Itália           | Dinamarca        | República da Irlanda | Finlândia        | Mónaco           | Grécia           | Suíça            | Alemanha         | Israel           | França           | Bélgica          | Luxemburgo       | Países Baixos    | Suécia           | Noruega          | Reino Unido      | Áustria          | Espanha          |
| Portugal        |                  | 8                |                  | 5                    |                  | 1                | 10               |                  | 2                | 12               | 6                |                  | 7                |                  |                  | 3                | 4                |                  |                  |
| Itália          | 6                |                  |                  | 5                    | 7                | 2                |                  |                  | 1                |                  | 10               |                  |                  |                  |                  | 3                | 8                | 4                | 12               |
| Dinamarca       |                  |                  |                  | 5                    |                  | 4                | 1                | 7                | 12               | 6                |                  | 2                |                  | 8                |                  |                  | 10               |                  | 3                |
| Irlanda         |                  |                  | 2                |                      |                  |                  | 4                | 1                | 5                | 12               |                  |                  | 3                | 10               | 6                | 8                | 7                |                  |                  |
| Finlândia       | 2                | 8                |                  | 6                    |                  |                  |                  | 10               | 3                | 12               | 1                |                  | 4                | 5                |                  |                  | 7                |                  |                  |
| Mónaco          | 5                |                  | 3                |                      |                  |                  | 7                | 2                | 12               | 8                | 10               |                  | 4                |                  |                  | 6                | 1                |                  |                  |
| Grécia          |                  |                  | 12               | 10                   | 7                |                  |                  | 2                |                  | 4                | 8                |                  | 5                | 3                | 1                |                  |                  |                  | 6                |
| Suíça           | 4                |                  | 1                | 6                    | 8                |                  | 7                |                  |                  | 5                | 10               |                  | 3                |                  |                  |                  | 2                |                  | 12               |
| Alemanha        | 4                |                  | 10               | 6                    | 5                |                  | 2                | 7                |                  |                  |                  | 1                |                  | 3                |                  |                  | 8                |                  | 12               |
| Israel          |                  |                  | 12               | 3                    |                  |                  | 10               | 4                | 6                |                  | 5                |                  |                  | 7                | 1                | 2                |                  |                  | 8                |
| França          | 10               |                  | 6                |                      | 5                | 3                | 4                | 7                | 12               | 1                |                  |                  | 2                |                  |                  |                  |                  |                  | 8                |
| Bélgica         | 5                |                  | 7                | 10                   |                  |                  | 1                |                  | 4                | 2                | 6                |                  |                  | 3                |                  | 8                |                  |                  | 12               |
| Luxemburgo      | 3                |                  | 4                | 7                    | 6                |                  | 5                |                  | 1                | 8                | 12               |                  |                  |                  |                  | 2                |                  |                  | 10               |
| Países Baixos   | 3                |                  | 8                |                      |                  |                  | 7                |                  | 2                | 1                | 12               |                  | 4                |                  |                  | 6                | 5                |                  | 10               |
| Suécia          | 3                |                  | 1                | 8                    |                  |                  | 2                |                  | 6                | 12               | 5                |                  |                  | 4                |                  | 10               |                  |                  | 7                |
| Noruega         | 6                | 3                |                  | 5                    |                  |                  |                  | 8                |                  | 12               | 7                |                  | 2                | 4                |                  |                  | 10               |                  | 1                |
| Reino Unido     |                  |                  | 3                | 4                    |                  |                  |                  |                  | 8                | 12               | 6                | 2                | 10               |                  |                  | 7                |                  | 1                | 5                |
| Áustria         | 7                |                  | 3                |                      |                  |                  | 2                | 12               |                  | 8                | 5                |                  |                  | 4                |                  | 1                | 6                |                  | 10               |
| Espanha         | 6                | 8                | 4                |                      |                  | 2                | 7                |                  | 12               | 10               | 3                |                  |                  |                  |                  | 1                | 5                |                  |                  |
| Total           | 64               | 27               | 76               | 80                   | 38               | 12               | 69               | 60               | 86               | 125              | 106              | 5                | 44               | 51               | 8                | 57               | 73               | 5                | 116              |
| Lugar           | 9º               | 15º              | 6º               | 5º                   | 14º              | 16º              | 8º               | 10º              | 4º               | 1º               | 3º               | 18º              | 13º              | 12º              | 17º              | 11º              | 7º               | 18º              | 2º               |
| Países Votantes | Portugal         | Itália           | Dinamarca        | República da Irlanda | Finlândia        | Mónaco           | Grécia           | Suíça            | Alemanha         | Israel           | França           | Bélgica          | Luxemburgo       | Países Baixos    | Suécia           | Noruega          | Reino Unido      | Áustria          | Espanha          |
| Países Votantes | Países Pontuados |                  |                  |                      |                  |                  |                  |                  |                  |                  |                  |                  |                  |                  |                  |                  |                  |                  |                  |

| Países Votantes | Países Pontuados | Países Pontuados | Países Pontuados | Países Pontuados     | Países Pontuados | Países Pontuados | Países Pontuados | Países Pontuados | Países Pontuados | Países Pontuados | Países Pontuados | Países Pontuados | Países Pontuados | Países Pontuados | Países Pontuados | Países Pontuados | Países Pontuados | Países Pontuados | Países Pontuados |
| --------------- | ---------------- | ---------------- | ---------------- | -------------------- | ---------------- | ---------------- | ---------------- | ---------------- | ---------------- | ---------------- | ---------------- | ---------------- | ---------------- | ---------------- | ---------------- | ---------------- | ---------------- | ---------------- | ---------------- |
| Países Votantes | Portugal         | Itália           | Dinamarca        | República da Irlanda | Finlândia        | Mónaco           | Grécia           | Suíça            | Alemanha         | Israel           | França           | Bélgica          | Luxemburgo       | Países Baixos    | Suécia           | Noruega          | Reino Unido      | Áustria          | Espanha          |
| Portugal        | 0                | 8                | 0                | 5                    | 0                | 1                | 10               | 0                | 2                | 12               | 6                | 0                | 7                | 0                | 0                | 3                | 4                | 0                | 0                |
| Itália          | 6                | 8                | 0                | 10                   | 7                | 3                | 10               | 0                | 3                | 12               | 16               | 0                | 7                | 0                | 0                | 6                | 12               | 4                | 12               |
| Dinamarca       | 6                | 8                | 0                | 15                   | 7                | 7                | 11               | 7                | 15               | 18               | 16               | 2                | 7                | 8                | 0                | 6                | 22               | 4                | 15               |
| Irlanda         | 6                | 8                | 2                | 15                   | 7                | 7                | 15               | 8                | 20               | 30               | 16               | 2                | 10               | 18               | 6                | 14               | 29               | 4                | 15               |
| Finlândia       | 8                | 16               | 2                | 21                   | 7                | 7                | 15               | 18               | 23               | 42               | 17               | 2                | 14               | 23               | 6                | 14               | 36               | 4                | 15               |
| Mónaco          | 13               | 16               | 5                | 21                   | 7                | 7                | 22               | 20               | 35               | 50               | 27               | 2                | 18               | 23               | 6                | 20               | 37               | 4                | 15               |
| Grécia          | 13               | 16               | 17               | 31                   | 14               | 7                | 22               | 22               | 35               | 54               | 35               | 2                | 23               | 26               | 7                | 20               | 37               | 4                | 21               |
| Suíça           | 17               | 16               | 18               | 37                   | 22               | 7                | 29               |                  | 35               | 59               | 45               | 2                | 26               | 26               | 7                | 20               | 39               | 4                | 33               |
| Alemanha        | 21               | 16               | 28               | 43                   | 27               | 7                | 31               | 29               | 35               | 59               | 45               | 3                | 26               | 29               | 7                | 20               | 47               | 4                | 45               |
| Israel          | 21               | 16               | 40               | 46                   | 27               | 7                | 41               | 33               | 41               | 59               | 50               | 3                | 26               | 36               | 8                | 22               | 47               | 4                | 53               |
| França          | 31               | 16               | 46               | 46                   | 32               | 10               | 45               | 40               | 53               | 60               | 50               | 3                | 28               | 36               | 8                | 22               | 47               | 4                | 61               |
| Bélgica         | 36               | 16               | 53               | 56                   | 32               | 10               | 46               | 40               | 57               | 62               | 56               | 3                | 28               | 39               | 8                | 30               | 47               | 4                | 73               |
| Luxemburgo      | 39               | 16               | 57               | 63                   | 38               | 10               | 51               | 40               | 58               | 70               | 68               | 3                | 28               | 39               | 8                | 32               | 47               | 4                | 83               |
| Países Baixos   | 42               | 16               | 65               | 63                   | 38               | 10               | 58               | 40               | 60               | 71               | 80               | 3                | 32               | 39               | 8                | 38               | 52               | 4                | 93               |
| Suécia          | 45               | 16               | 66               | 71                   | 38               | 10               | 60               | 40               | 66               | 83               | 85               | 3                | 32               | 43               | 8                | 48               | 52               | 4                | 100              |
| Noruega         | 51               | 19               | 66               | 76                   | 38               | 10               | 60               | 48               | 66               | 95               | 92               | 3                | 34               | 47               | 8                | 48               | 62               | 4                | 101              |
| Reino Unido     | 51               | 19               | 69               | 80                   | 38               | 10               | 60               | 48               | 74               | 107              | 98               | 5                | 44               | 47               | 8                | 55               | 62               | 5                | 106              |
| Áustria         | 58               | 19               | 72               | 80                   | 38               | 10               | 62               | 60               | 74               | 115              | 103              | 5                | 44               | 51               | 8                | 56               | 68               | 5                | 116              |
| Espanha         | 64               | 27               | 76               | 80                   | 38               | 12               | 69               | 60               | 86               | 125              | 106              | 5                | 44               | 51               | 8                | 57               | 73               | 5                | 116              |
| Lugar           | 9º               | 15º              | 6º               | 5º                   | 14º              | 16º              | 8º               | 10º              | 4º               | 1º               | 3º               | 18º              | 13º              | 12º              | 17º              | 11º              | 7º               | 18º              | 2º               |
| Países Votantes | Portugal         | Itália           | Dinamarca        | República da Irlanda | Finlândia        | Mónaco           | Grécia           | Suíça            | Alemanha         | Israel           | França           | Bélgica          | Luxemburgo       | Países Baixos    | Suécia           | Noruega          | Reino Unido      | Áustria          | Espanha          |
| Países Votantes | Países Pontuados |                  |                  |                      |                  |                  |                  |                  |                  |                  |                  |                  |                  |                  |                  |                  |                  |                  |                  |

#### 12 pontos
Os países que receberam 12 pontos foram os seguintes:
| # | Países Pontuados | Países Votantes                                            |
| - | ---------------- | ---------------------------------------------------------- |
| 6 | Israel           | Finlândia, Irlanda, Noruega, Portugal, Reino Unido, Suécia |
| 4 | Alemanha         | Dinamarca, Espanha, França, Mónaco                         |
| 4 | Espanha          | Alemanha, Bélgica, Itália, Suíça                           |
| 2 | Dinamarca        | Grécia, Israel                                             |
| 2 | França           | Luxemburgo, Países Baixos                                  |
| 1 | Suíça            | Áustria                                                    |

### Maestros
Em baixo encontra-se a lista de maestros que conduziram a orquestra, na respectiva actuação de cada país concorrente.
| País              | Maestro              |
| ----------------- | -------------------- |
| Portugal          | Thilo Krasmann       |
| Itália            | Nenhum               |
| Dinamarca         | Allan Botschinsky    |
| Irlanda           | Proinnsías Ó Duinn   |
| Finlândia         | Ossi Runne           |
| Mónaco            | Gérard Salesse       |
| Grécia            | Lefteris Halkiadakis |
| Suíça             | Rolf Zuckowski       |
| Alemanha          | Norbert Daum         |
| Israel            | Kobi Oshrat          |
| França            | Guy Mattéoni         |
| Bélgica           | Francis Bay          |
| Luxemburgo        | Hervé Roy            |
| Países Baixos     | Harry van Hoof       |
| Suécia            | Lars Samuelson       |
| Noruega           | Sigurd Jansen        |
| Reino Unido       | Ken Jones            |
| Áustria           | Richard Österreicher |
| Espanha           | José Luis Navarro    |
| Maestro anfitrião | Izhak Graziani       |

## Artistas repetentes
Em 1979, os repetentes foram:
| País (1979)   | Foto     | Artista           | Ano Anterior                | País Representado  | Canção                           | Tradução                         | Pontuação | Classificação |
| ------------- | -------- | ----------------- | --------------------------- | ------------------ | -------------------------------- | -------------------------------- | --------- | ------------- |
| Suíça         |          | Peter, Sue & Marc | ESC 1971                    | Suíça              | "Les illusions de nos vingt ans" | As ilusões dos nossos vinte anos | 78        | 12º           |
| Suíça         | ESC 1976 | Peter, Sue & Marc | Suíça                       | "Djambo, Djambo"   | Djambo, Djambo                   | 91                               | 4º        |               |
| Países Baixos |          | Xandra            | ESC 1972 (com Dries Holten) | Países Baixos      | "Als het om de liefde gaat"      | Quando tudo sobre amor           | 106       | 4º            |
| Países Baixos | ESC 1976 | Xandra            | Países Baixos               | "The Party's Over" | A Festa acabou                   | 56                               | 9º        |               |
| França        |          | Anne-Marie David  | ESC 1973                    | Luxemburgo         | "Tu te reconnaîtras"             | Tu te reconhecerás               | 129       | 1º            |
| Noruega       |          | Anita Skorgan     | ESC 1977                    | Noruega            | "Casanova"                       | Casanova                         | 18        | 15º           |